# Shōdoshima
Shōdoshima (jap. 小豆島) – wyspa położona na Morzu Wewnętrznym w Japonii. Jej nazwa oznacza „Wyspę Małej Fasoli”. Na wyspie znajdują się dwa miasta: Tonoshō i Shōdoshima, tworzące powiat Shōzu.